# Royce Gracie
Royce Gracie (Rio de Janeiro, 12 de dezembro de 1966) é um mestre brasileiro de Jiu-Jitsu e ex-lutador de jiu-jitsu e MMA, é membro do Hall da Fama do UFC e praticante do Gracie Jiu-Jitsu. Membro da família Gracie, Royce é considerado uma das figuras mais influentes da história das artes marciais mistas (MMA). Ele também competiu no PRIDE Fighting Championships, K-1 e no Bellator.
Gracie ganhou fama por seu sucesso no Ultimate Fighting Championship. Entre 1993 e 1994, ele foi o vencedor do UFC 1, UFC 2 e UFC 4, que na época era um torneio mata-mata de peso aberto com regras mínimas. Ele usou suas habilidades para derrotar oponentes maiores e mais pesados, o que o tornou um grande expoente e ajudou a popularizar o jiu-jitsu brasileiro. Ele também era conhecido por sua rivalidade com Ken Shamrock, a quem venceu no UFC 1 e depois empatou na revanche do Superfight no UFC 5. Royce viria depois a competir no PRIDE Fighting Championships, onde é mais lembrado por sua luta de 90 minutos contra Kazushi Sakuraba em 2000 no Pride Grand Prix 2000 e uma polêmica luta de regras mistas "Judô x Jiu-Jitsu" contra o medalhista de ouro olímpico no judô Hidehiko Yoshida no evento Pride Shockwave em 2002.
Royce Gracie popularizou o Gracie Jiu-Jitsu (também conhecido como jiu-jitsu brasileiro) e revolucionou as artes marciais mistas com seus resultados contribuindo para o movimento de grappling e luta de chão no esporte. Em 2008, Gracie foi classificado pelo Inside MMA como o terceiro maior lutador de artes marciais mistas de todos os tempos. Por seu pioneirismo nas artes marciais mistas, Royce Gracie foi o primeiro a entrar no Hall da Fama do UFC em 2003, junto com seu outrora rival Ken Shamrock.

## Primeiros anos
Royce Gracie nasceu no Rio de Janeiro, Brasil, em 1966. Um dos nove filhos do grão-mestre de jiu-jitsu Hélio Gracie, tendo aprendido a arte com seu pai desde a infância. Ele fez sua primeira competição aos 8 anos e começou a dar aulas aos 14 anos. Aos 17 anos, Royce ganhou a faixa-preta do pai, Hélio. Alguns meses depois, ele e seus irmãos Royler e Rickson Gracie se mudaram para Torrance, Califórnia, para morar com seu irmão mais velho Rorion Gracie, que se mudou para lá em 1978 e fundou a Gracie Academy.
Os irmãos Gracie nos Estados Unidos continuaram a tradição da família do "Desafio Gracie", no qual desafiavam outros artistas marciais para uma luta de Vale Tudo sem regras em sua academia para provar a superioridade do jiu-jitsu Gracie. Mais tarde, Rorion editaria as filmagens das lutas do Gracie Challenge em uma única série de documentários conhecida como Gracie in Action, com algumas filmagens apresentando as lutas de Royce. As fitas Gracie in Action inspiraram Art Davie a criar o UFC.

## Carreira de artes marciais mistas

### Ultimate Fighting Championship (UFC)

#### UFC 1
O Ultimate Fighting Championship foi fundado em 1993 por Rorion Gracie, o executivo Art Davie e a Semaphore Entertainment Group (SEG). A premissa do evento era fazer um torneio mata-mata de oito lutadores representando diferentes artes marciais para encontrar o estilo de luta mais eficaz e forte. Enquanto Davie e o SEG estavam interessados em fazer um evento com lutas de Vale Tudo violentas e emocionantes, semelhantes ao que haviam visto nas fitas do Gracie in Action, Rorion estava interessado em promover o estilo próprio de Jiu-Jitsu de sua família, derrotando adversários maiores e mais fortes de artes marciais mais conhecidas. Rorion disse que escolheu Royce para representar a arte da família por causa de seu corpo magro e menor, para mostrar como uma pessoa pequena pode derrotar um oponente maior usando o jiu-jitsu.
Gracie entrou no torneio vestindo seu agora icônico kimono de jiu-jitsu. Em sua primeira luta, Gracie derrotou o boxeador Art Jimmerson. Ele o derrubou no chão com um double-leg e obteve a posição dominante "montada". Montado e com apenas um braço livre, Jimmerson cedeu a derrota.
Nas semifinais, Gracie lutou contra o shootfighter e Rei do Pancrase, Ken Shamrock. Esta foi a luta mais difícil de Royce, já que Shamrock tinha experiência de grappling. A luta começou com um double-leg de Gracie, com uma subsequente defesa de Shamrock, e a luta logo foi ao chão, se tornando um intenso duelo de grappling. Em um determinado momento da luta, Gracie pegou as costas de Shamrock e usou seu próprio kimono para garantir um mata-leão. Shamrock afirmou mais tarde em entrevistas que na verdade tinha sido um estrangulamento de kimono, usando o pano em volta do pescoço. Shamrock bateu no estrangulamento de Gracie, mas o árbitro não viu o toque e ordenou que os dois lutadores continuassem a luta. Shamrock então admitiu a derrota para o árbitro, dizendo que não seria justo, e Royce foi declarado o vencedor da luta, com os dois lutadores trocando um aperto de mão após algumas provocações.
Gracie lutou na final contra o lutador de karatê Kyokushin e campeão mundial de savate Gerard Gordeau. Gracie conseguiu levar o adversário para o chão e garantiu um mata-leão, vencendo a luta. Durante a luta, Gordeau mordeu a orelha de Gracie, quebrando uma das poucas regras do evento. Gracie retaliou segurando o estrangulamento após Gordeau ter batido, com o holandês batendo em pânico antes de serem separados por um árbitro. Royce foi então declarado o "Ultimate Fighting Champion" e recebeu US$ 50.000 em prêmios em dinheiro.

#### Rivalidade com Ken Shamrock
Após Gracie derrotar Ken Shamrock no primeiro evento do UFC, surgiu uma rivalidade entre os lutadores. Shamrock queria especialmente uma revanche porque, segundo ele, Gracie havia usado o kimono para favorecer seu grappling enquanto ele não havia sido autorizado a usar sapatos de wrestling pelos promotores, o que considerou uma vantagem injusta para Gracie. Mesmo assim, Shamrock admitiu que havia subestimado seu oponente.
Uma revanche entre eles não se concretizou no UFC 2, pois Shamrock quebrou a mão durante o treinamento e no UFC 3 Gracie desistiu da competição por exaustão (resultando na desistência de Shamrock do evento também). Para resolver o problema da imprevisibilidade do formato do torneio, uma "superluta" em que Gracie e Ken Shamrock fariam uma luta fora do torneio principal foi marcada para o UFC 5.

#### UFC 2
Gracie voltou a defender seu título quatro meses depois no UFC 2, este torneio teria dezesseis lutadores e ele teria que derrotar quatro adversários para se tornar o campeão. Gracie começou sua defesa do título finalizando o japonês lutador de Kudô Minoki Ichihara após uma luta de cinco minutos, a mais longa até então, com um estrangulamento de lapela (o que foi possível porque Ichihara estava usando um karategi). Avançando para as quartas de final, Gracie lutou contra o praticante de Kung Fu e futuro veterano do Pancrase, Jason DeLucia, a quem ele já havia lutado e derrotado antes em um dos "Desafios Gracie" em 1991. Gracie finalizou DeLucia com uma chave de braço pouco mais de um minuto após o início da luta. Gracie então finalizou o faixa-preta de judô e taekwondo holândes Remco Pardoel, de 100 kg, com um estrangulamento de lapela (já que Pardoel estava usando um judogi) e chegou à final contra o kickboxer Patrick Smith, que já havia participado do UFC 1. Mostrando sua habilidade superior no grappling, Gracie levou Smith para o chão com facilidade e venceu a luta com um ground-and-pound até Smith bater e desistir.

#### UFC 3
Royce Gracie entrou no UFC 3 agora como bicampeão e favorito à vitória. A quantidade de lutadores foi reduzida para oito como na primeira edição. Royce enfrentou no primeiro round Kimo Leopoldo, representante do taekwondo e ex-lutador de wrestling do ensino médio. Leopoldo usou sua formação no wrestling para dominar as trocações, negando várias quedas de Gracie. Quando os dois começaram a se cansar, Gracie segurou Leopoldo agarrando seu rabo de cavalo, finalizando-o com um armlock aos 4:40 do primeiro round. No entanto, ele desistiu de sua próxima luta com o karateka Harold Howard antes de começar devido à exaustão e desidratação. Royce entrou no ringue e jogou a toalha. Este foi o primeiro evento que Gracie não venceu.

#### UFC 4
Gracie começou o UFC 4 finalizando o karateka e ex-astro de filmes de kung fu Ron van Clief, de 51 anos, no round inicial com um mata-leão perto da marca de quatro minutos. Nas semifinais, ele lutou contra o especialista em karatê kenpô Keith Hackney, que conseguiu defender as quedas de Gracie por quatro minutos até ser finalizado com um armlock.
A luta final do torneio de Gracie foi contra Dan Severn, ex-medalhista de ouro pan-americano em wrestling. Severn dominou a luta, garantindo quedas e mantendo o controle por quase quinze minutos. No entanto, Gracie finalmente conseguiu garantir um triângulo para a vitória por finalização aos 15:49 do primeiro round. A luta se estendeu além do horário do pay-per-view e os telespectadores, que perderam o final da luta, exigiram seu dinheiro de volta.

#### UFC 5
Gracie e Ken Shamrock voltaram para o UFC 5, ambos foram definidos para encabeçar a primeira "superluta" do UFC, uma luta especial fora do torneio principal. O vencedor ganharia um cinturão especial e se tornaria o primeiro Campeão da Superluta do UFC. Os limites de tempo foram reintroduzidos no esporte em 1995 devido aos limites de pay-per-view após o desastre do UFC 4 e os lutadores só foram informados algumas horas antes do evento, incomodando os dois competidores.
No início do primeiro round, Shamrock imediatamente marcou uma queda com Gracie o puxando para a guarda. A maior parte da disputa consistiu em Shamrock na primeira posição, defendendo o jogo de finalização de Gracie, ocasionalmente acertando com um ground-and-pound. Após quase trinta minutos de controle de Shamrock, a disputa foi prorrogada e reiniciada em pé. No início da prorrogação, Shamrock acertou um soco que provocou um inchaço no olho de Gracie, com Gracie imediatamente puxando para a guarda. Depois de mais alguns minutos sem intercorrências, a disputa foi declarada empatada.
O empate gerou muito debate e polêmica sobre quem teria vencido a luta se os juízes tivessem determinado o resultado ou se não houvesse limite de tempo, já que no final da luta o olho direito de Gracie estava inchado e fechado. Se houvesse juízes ao lado do ringue, o matchmaker do UFC Art Davie acredita que Shamrock teria sido declarado o vencedor. A luta foi mal recebida pela crítica e pelo público ao vivo, devido à falta de ação de ambos os competidores.
Após a luta, Royce deixou o UFC junto com seu irmão Rorion, que vendeu sua participação no evento. Segundo Rorion, eles deixaram a organização devido a um conflito de interesses devido aos limites de tempo introduzidos após o UFC 4 e aos planos futuros de introdução de juízes e classes de peso.

No UFC 45 em novembro de 2003, no aniversário de dez anos do UFC, Shamrock e Gracie se tornaram os primeiros indicados ao Hall da Fama do UFC. O presidente do UFC, Dana White, disse:
Sentimos que não há dois indivíduos mais merecedores do que Royce e Ken para serem os membros fundadores. Suas contribuições para o nosso esporte, dentro e fora do octógono, nunca serão igualadas.

#### Os desafio de Royce
Ao longo de seus dias no UFC, Royce frequentemente desafiava lutadores conhecidos - embora geralmente sem sucesso - para "lutar até o fim, em qualquer lugar e a qualquer hora". Muitos esportistas de renome, incluindo Mike Tyson (que estava cumprindo pena de prisão na época) receberam uma nota várias vezes em forma de carta aberta, geralmente publicada pela Black Belt Magazine na coluna The Ultimate Fighter.

### PRIDE

#### Tentativas de assinar com Royce
Gracie originalmente iria estrear no PRIDE Fighting Championships em seu evento Pride 2 de 1998, onde ele enfrentaria o também campeão do UFC, Mark Kerr. O lado Gracie exigiu regras especiais sem limite de tempo ou paralisação do árbitro, que foram aceitas. No entanto, Royce desistiu devido a uma lesão nas costas após o anúncio da luta.
A situação mudou após o Pride 8, quando o irmão mais velho de Royce, Royler Gracie, foi derrotado pelo lutador japonês Kazushi Sakuraba. Sakuraba dominou a luta tanto na trocação em pé, quanto no grappling no chão, e venceu por uma finalização técnica, já que Royler foi pego e uma kimura e se recusou a bater, o juiz interferiu e parou a luta antes que o braço de Royler fosse quebrado. Esta foi a primeira vez em 50 anos que um Gracie havia sido derrotado em uma luta de artes marciais mistas. Em resposta, os Gracies argumentaram que a derrota de Royler não contava porque a interrupção da luta pelo árbitro foi contra o conjunto de regras especiais que eles solicitaram para a luta. Muitos especialistas também afirmavam que a abordagem Gracie de Jiu-Jitsu puro não era mais capaz de igualar-se a um lutador com um treinamento completo. Em resposta a essa afirmação, e para derrotar Sakuraba em uma revanche, os Gracies assinaram Royce no PRIDE.

#### PRIDE Grand Prix e luta contra Nobuhiko Takada
A primeira prova de Royce Gracie no PRIDE foi no "PRIDE Grand Prix 2000", torneio mata-mata peso aberto que seria dividido em dois eventos: a Rodada de Abertura, que consistia nas oitavas de final e as Finais que aconteceria três meses depois e consistia nas quartas de final, semifinais e finais. As lutas do Round de Abertura tiveram suas regras modificadas para terem apenas um round de quinze minutos. No Pride Grand Prix 2000 Opening Round, Royce Gracie lutou contra o japonês Nobuhiko Takada. Ele era um lutador de wrestling profissional muito popular que encabeçou o Pride 1 e o Pride 4 contra o irmão de Royce, Rickson. Takada também era o antigo mentor de Sakuraba, o então rival da família.
No primeiro minuto da luta, Gracie puxou Takada para a guarda, e ele passou o resto da luta tentando finalizar ou raspar Takada sem sucesso. Depois de uma luta praticamente sem intercorrências, Gracie foi declarado o vencedor por decisão unânime e avançou para as quartas de final do Grand Prix.

#### Luta com Sakuraba
Royce foi então escalado para lutar contra Kazushi Sakuraba nas quartas de final nas finais do PRIDE Grand Prix 2000. Sakuraba derrotou vários adversários e se tornou uma das primeiras estrelas japonesas do PRIDE. Como Royce entrou no Grand Prix especialmente para lutar contra Sakuraba, os Gracie exigiram regras especiais para a luta: um número ilimitado de rounds de 15 minutos, sem juízes, sem paralisações do árbitro e as vitórias só poderiam vir por nocaute, finalização ou desistência. Sakuraba criticou o diferente conjunto de regras, as exigências dos Gracies para lutar apenas sobre elas e suas demandas por tratamento especial, mas acabou concordando com o desafio mesmo assim.
Royce Gracie começou a luta fazendo vários ataques de grappling, chegando a perto de finalizar Sakuraba em certas momentos, no entanto, o japonês dominava a trocação em pé e defendia do jiu-jitsu de Gracie agarrando seu kimono e usava suas habilidades em catch wrestling, para fazer seus próprios ataques de grappling e até tentar humilhar Gracie fazendo movimentos como puxar suas calças para baixo. Os dois batalharam por uma hora e meia. A regra da remoção de limite de tempo que os Gracies haviam requisitado se tornou contra Royce, que começou a se cansar, enquanto Sakuraba continuava implacável.
Após o sexto round, Royce Gracie retornou ao corner e não conseguia mais ficar de pé devido a uma fratura no fêmur decorrente de vários chutes nas pernas por Sakuraba. A toalha foi jogada e Sakuraba foi declarado o vencedor. Sakuraba derrotou outros membros da família Gracie, incluindo Renzo Gracie e Ryan Gracie, ganhando o apelido de "Gracie Hunter" ("O Caçador de Gracies").

#### Lutas com Yoshida
Gracie voltou ao PRIDE em 2002 para lutar contra o judoca japonês medalhista de ouro Hidehiko Yoshida em uma luta especial de regras especiais "Judô x Jiu-Jitsu brasileiro", anunciada como uma "revanche" de Hélio Gracie x Masahiko Kimura, que aconteceu 50 anos mais cedo. As regras eram que a luta seria disputada em dois rounds de 10 minutos e seria declarada empate se nenhum resultado fosse alcançado. Golpes na cabeça não eram permitidos, pois era qualquer tipo de golpe se os dois oponentes estivessem no chão. Deitar no tatame ou cair sem tocar no oponente também seria banido. Ambos os lutadores usariam um keikogi de acordo com a preferência de suas respectivas disciplinas. A luta aconteceu no Pride Shockwave uma co-produção entre o PRIDE e o K-1 com o intuito de ser um megaevento de celebração das artes marciais, sendo que o evento continua tendo o maior público ao vivo da história do MMA, atraindo quase 91.000 fãs. O pai de Royce, Hélio Gracie, acendeu uma tocha olímpica cerimonial junto com o pioneiro do MMA, Antonio Inoki, na cerimônia de abertura.
Em um determinado momento da luta, Yoshida passou a guarda e executou um estrangulamento sode guruma jime montado. Após um momento de inatividade, o árbitro Daisuke Noguchi interrompeu a luta acreditando que Royce estava inconsciente e deu a vitória a Yoshida.
Gracie imediatamente protestou e a filmagem da luta foi revisada, que mostrou que o braço visível de Gracie durante a execução do estrangulamento estava flácido e imóvel. Gracie começou a discutir com Noguchi, a briga logo resultou em ele atacando o árbitro e se transformou em uma briga completa entre os corners dos dois lutadores. Mais tarde nos bastidores, os Gracies exigiram que fosse transformado em no contest e que uma revanche imediata fosse agendada com regras diferentes. Caso contrário, a família Gracie nunca mais lutaria pelo PRIDE FC. A organização, querendo manter a família Gracie com eles, aceitou suas exigências.
Em seguida, Gracie passou a lutar sem kimono para que os adversários não ficassem o segurando. A revanche entre Yoshida e Gracie aconteceu no Pride Shockwave 2003. E em 31 de dezembro de 2003. Gracie dominou Yoshida, mas, como a luta não teve juizes a pedido de Gracie, a luta foi declarada empatada após dois rounds de 10 minutos.

### Fighting and Entertainment Group
Em setembro de 2004, o PRIDE teve um desentendimento com Gracie sobre sua participação no Pride Middleweight Grand Prix de 2005. Gracie teve problemas com os adversários propostos e as regras (as lutas do Grand Prix devem ter um vencedor e não podem terminar em empate). Ele saltou para a organização K-1 do Fighting and Entertainment Group. O Pride processou Gracie por quebrar seu contrato com eles. O caso foi resolvido em dezembro de 2005, com Gracie emitindo um pedido público de desculpas, culpando suas ações por uma má interpretação do contrato por seu empresário.
No K-1, Royce Gracie competiu no evento Dynamite!! do K-1, que apresentava lutas de kickboxing e MMA em seus cards. Em 31 de dezembro de 2004, Gracie entrou no K-1 PREMIUM 2004 Dynamite!! no Osaka Dome, enfrentando o ex-lutador de sumô e estreante no MMA, Akebono Tarō, sob regras especiais do MMA (dois rounds de 10 minutos; a luta terminaria empatada se não houvesse vencedor após os dois rounds). Gracie acertou rapidamente seu oponente e o finalizou com uma chave de ombro aos 2:13 do primeiro round.
Exatamente um ano depois, no K-1 PREMIUM 2005 Dynamite!!, Gracie enfrentou o japonês Hideo Tokoro em uma luta que terminou empatada aos 20 minutos. O adversário original de Gracie seria o lutador coreano Choi Hong-man.

### Retorno ao UFC
Em 16 de janeiro de 2006, o presidente do UFC, Dana White, anunciou que Royce voltaria ao UFC para lutar contra o campeão dos meio-médios do UFC, Matt Hughes, em 27 de maio de 2006, no UFC 60.
No primeiro round, Hughes garantiu um armlock direto que hiperestendeu o braço de Royce, mas ele se recusou a bater. Hughes acabou vencendo a luta por nocaute técnico aos 4:39 do primeiro round.
Royce disse mais tarde, após a luta com Hughes, que queria uma revanche e que não estava surpreso com o desempenho de Hughes: "Não, sabíamos o que ele planejava fazer. Elaboramos seu plano de jogo antes da luta e ele fez exatamente o que queríamos. Eu treinei demais para a luta. Isso foi tudo. Comecei a treinar muito, muito duro, por muito tempo. Ele fez exatamente o que esperávamos."

### Revanche com Sakuraba

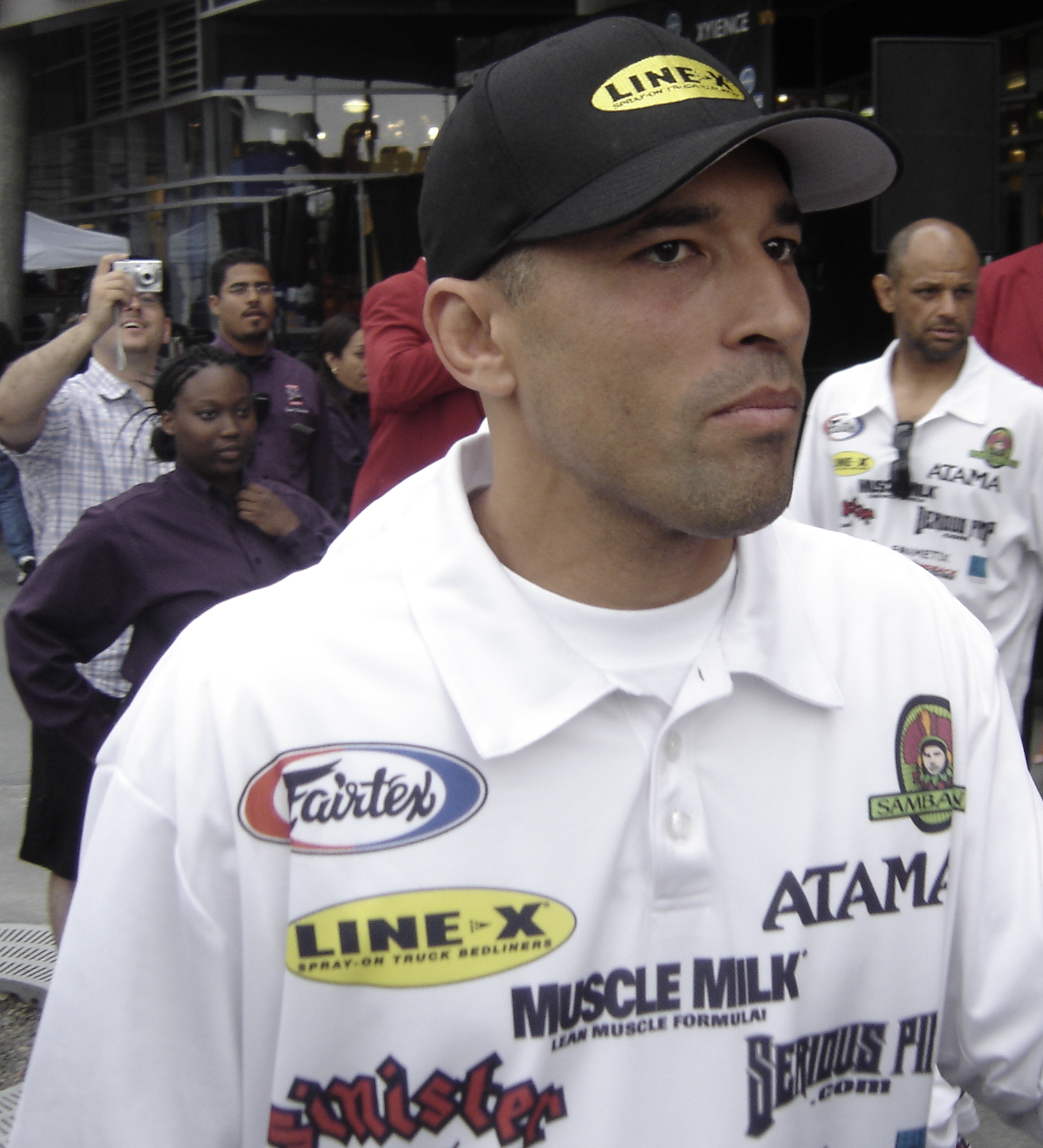
Royce Gracie em 2007

Em 8 de maio de 2007, a promoção de MMA americana EliteXC anunciou que o oponente de Gracie no K-1 Dynamite!! em Los Angeles seria Kazushi Sakuraba.
Gracie derrotou Sakuraba por decisão unânime. No entanto, uma triagem de drogas pós-luta revelou que Royce tinha traços de nandrolona em seu sistema. "O uso de esteroides é simplesmente trapaça", disse Armando Garcia, diretor executivo da Comissão Atlética do Estado da Califórnia. "Isso não será tolerado neste estado."

### Escândalo de esteróides
Em 14 de junho de 2007, a Comissão Atlética do Estado da Califórnia declarou que Gracie havia testado positivo para Nandrolona, um esteroide anabolizante, após sua luta com Sakuraba. De acordo com a Comissão Atlética do Estado da Califórnia, a pessoa média poderia produzir cerca de 2 ng/ml de nandrolona, enquanto um atleta seguindo "exercício físico rigoroso" poderia ter um nível de cerca de 6 ng/ml. As amostras de teste "A" e "B" fornecidas pela Gracie "tinham um nível de mais de 50 ng/ml e fomos informados de que o nível em si era tão elevado que não seria registrado no calibrador do laboratório", disse o CSAC. Gracie foi multado em US$ 2.500 (a penalidade máxima que a comissão pode impor) e suspenso pelo restante de sua licença, que terminou em 30 de maio de 2008. Gracie pagou a multa.
Royce decidiu contestar as acusações durante uma entrevista em em maio de 2009, dizendo que seu peso no primeiro evento do UFC era de 80,7 kg e afirmando que seu peso durante a luta de Sakuraba era de 81,6, ganhando apenas 0,9 kg. Isso foi amplamente contestado por especialistas. De acordo com a ESPN: "Na luta anterior, ele pesava 79,3 kg; contra Sakuraba, ele pesava 85,2 kg. Pode não ser preciso ser nutricionista para observar que um ganho muscular de 5,8 kg em um ano aos 40 anos é um façanha impressionantemente realizada. Atletas que se aproximam da marca de meio século geralmente ficam felizes em manter a massa funcional, quanto mais acumulá-la".

### Aposentadoria

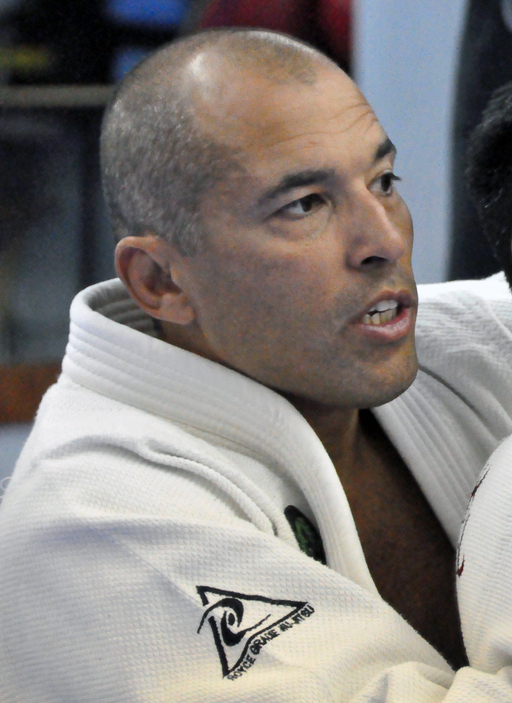
Gracie em 2010

Em 11 de março de 2011, o perfil de Royce Gracie foi adicionado de volta à lista de lutadores ativos do ufc.com como peso médio. Seu empresário afirmou que eles estavam negociando ativamente com o UFC para um retorno ao octógono e disse que era apenas uma questão de "definir tudo" e que havia muito tempo para isso.
Em 15 de novembro de 2013, no UFC 167 no 20º aniversário do UFC, Royce Gracie confirmou ao jornalista de MMA, Ariel Helwani, que havia se aposentado das competições de artes marciais mistas.

### Retorno no Bellator MMA
No Bellator 145, foi anunciado que Gracie voltaria da aposentadoria para enfrentar o rival Ken Shamrock em 19 de fevereiro de 2016 no Bellator 149. Gracie venceu a luta por nocaute técnico no primeiro round. A vitória gerou polêmica, já que os replays mostraram que Gracie acertou uma joelhada que arranhou a virilha de Shamrock antes da finalização. Shamrock protestou contra a paralisação, porém a luta foi oficialmente considerada uma vitória de Gracie. Mais tarde, foi anunciado que Shamrock havia falhado em seu teste de drogas pré-luta para substâncias proibidas.

## Carreira de Grappling
Em 17 de dezembro de 1998 no evento Oscar de Jiu Jitsu, Royce Gracie competiu em uma superluta contra Wallid Ismail na frente de vários milhares de espectadores. Carlson Gracie era o treinador de Ismail, embora Ismail originalmente fosse a quarta escolha de Carlson para enfrentar Royce depois de Mario Sperry, Murilo Bustamante e Amaury Bitetti. A partida foi disputada sem pontos e sem limite de tempo, com Ismail sufocando Gracie inconsciente com o estrangulamento relógio em quatro minutos e cinquenta e três segundos.

## Carreira pós-luta

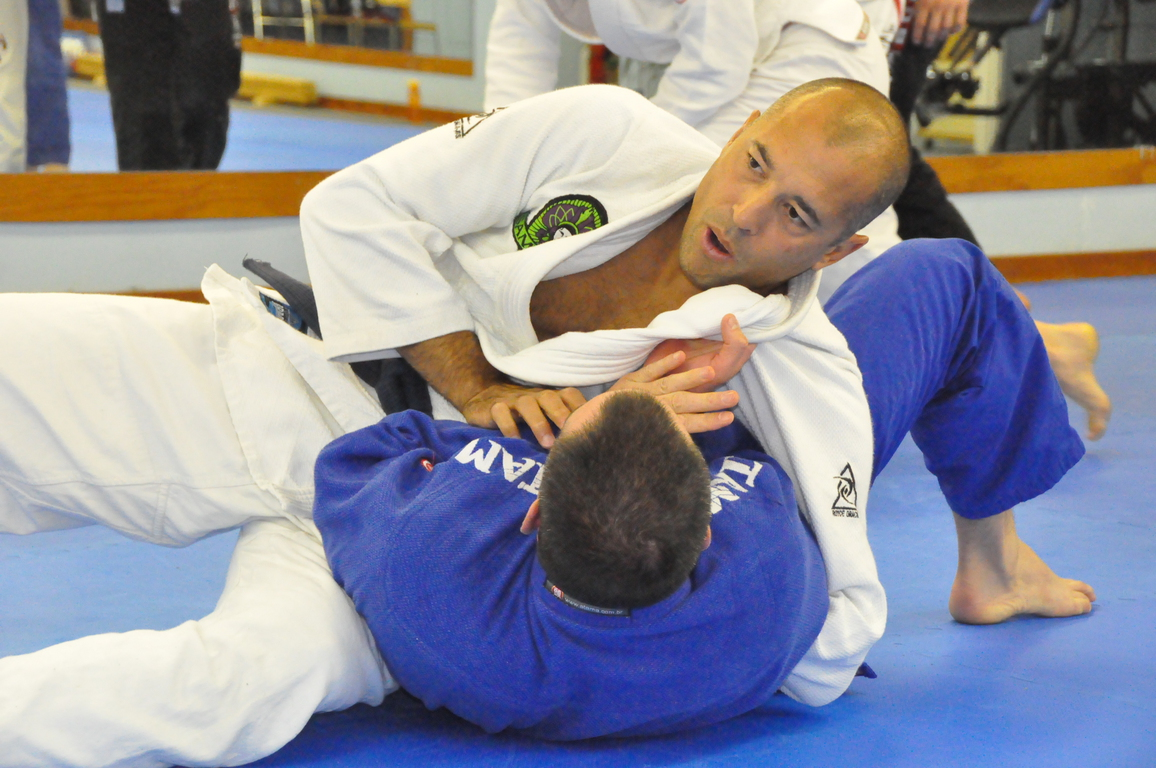
Royce Gracie demonstra um Kesa-gatame em um seminário em 2011.

Desde então, Gracie se aposentou das competições de MMA e tem se concentrado no ensino de Jiu-jitsu. Ele viaja principalmente pelo mundo indo a escolas, ensinando em seminários e dando entrevistas em revistas, sites e talk shows. Ele abriu sua própria associação de academias conhecida como "Royce Gracie Jiu-Jitsu Network", com escolas afiliadas em 34 localidades nos Estados Unidos, e muitas em todo o mundo no Brasil, Canadá, Equador, Guatemala, Kuwait, Emirados Árabes Unidos e o Reino Unido.
O ramo de jiu-jitsu de Royce Gracie se concentra principalmente nas partes de autodefesa da arte marcial. Gracie acusou o jiu-jitsu "esportivo" moderno de ensinar técnicas pouco práticas e irrealistas para uso em uma situação de autodefesa, e afirma estar resgatando a verdadeira intenção do Gracie Jiu-Jitsu idealizado por seu pai Hélio Gracie.

## Títulos e recordes

### Ultimate Fighting Championship
- Hall da Fama do UFC (turma de 2003)
- Título do Torneio do UFC 1
- Título do Torneio do UFC 2
- Título do Torneio do UFC 4
- Primeiro campeão do torneio na história do UFC
- Luta mais longa da história do UFC (36 minutos) - vs Ken Shamrock no UFC 5
- Maior número de vitórias em torneios na história do UFC (Onze)
- Maior número de torneios ganhos na história do UFC (três)
- Mais lutas em uma única noite na história do UFC (Quatro) - empatado com Patrick Smith
- Maior porcentagem de finalizações por vitória na história do UFC (10 finalizações / 11 vitórias - 90,91%)

### Pride
- Luta mais longa da história do Pride (90 minutes) - vs Kazushi Sakuraba no Pride Grand Prix 2000 Finals

## Vida pessoal
Ele e sua ex-esposa, Marianne, têm três filhos e uma filha. Seu filho Kheydon Gracie se alistou no Exército dos EUA.
Apesar de ser faixa coral 7º grau, Gracie usa a faixa azul escura nos treinos de jiu-jitsu brasileiro em homenagem ao pai, Hélio Gracie, que usava principalmente a faixa azul escura apesar de ter a classificação mais alta possível, a faixa vermelha. Hélio Gracie morreu em 2009 e Royce disse que não quer ser promovido por mais ninguém.
Ele é um apoiador de Donald Trump e Jair Bolsonaro.

### Controvérsias
Gracie se envolveu em várias disputas com outros artistas marciais, incluindo seus sobrinhos Rener Gracie, Ryron Gracie e Eddie Bravo.
Em 1º de abril de 2015, o IRS enviou a Royce e sua esposa um Auto de Infração alegando que eles deviam US$ 657.114 em impostos atrasados e US$ 492.835,25 em multas por fraude civil.

## Cartel de Lutas
| Cartel no MMA   |             |            |
| 20 lutas        | 15 vitórias | 2 derrotas |
| Por nocaute     | 1           | 2          |
| Por finalização | 12          | 0          |
| Por decisão     | 2           | 0          |
| Empates         | 3           | 3          |

| Res.    | Cartel | Oponente         | Método                                   | Evento                              | Data       | Round | Tempo | Local                        | Notas |
| ------- | ------ | ---------------- | ---------------------------------------- | ----------------------------------- | ---------- | ----- | ----- | ---------------------------- | --- |
| Vitória | 15-2-3 | Ken Shamrock     | Nocaute Técnico (joelhada e socos)       | Bellator 149                        | 19/02/2016 | 1     | 2:22  | Houston, Texas               | Luta válida sem categoria de peso |
| Vitória | 14–2–3 | Kazushi Sakuraba | Decisão (unânime)                        | K-1 Dynamite!! USA                  | 02/06/2007 | 3     | 5:00  | Los Angeles, Califórnia      | Royce testou positivo para Nandrolona. |
| Derrota | 13–2–3 | Matt Hughes      | TKO (Socos)                              | UFC 60: Hughes vs. Gracie           | 27/05/2006 | 1     | 4:39  | Los Angeles, Califórnia      | |
| Empate  | 13–1–3 | Hideo Tokoro     | Empate                                   | K-1 PREMIUM 2005 Dynamite!!         | 31/12/2005 | 2     | 10:00 | Osaka, Osaka                 | |
| Vitória | 13–1–2 | Akebono Taro     | Finalização (Omoplata)                   | K-1 Premium 2004 Dynamite           | 31/12/2004 | 1     | 2:13  | Osaka, Osaka                 | |
| Empate  | 12–1–2 | Hidehiko Yoshida | Empate                                   | Pride Shockwave 2003                | 31/12/2003 | 2     | 10:00 |                              | |
| Derrota | 12–1–1 | Kazushi Sakuraba | TKO (Interrompido pelo Corner)           | Pride Grand Prix 2000 Finals        | 01/05/2000 | 6     | 90:00 | Tóquio                       | Com regras especiais de rounds de 15 minutos. Após 6 rounds, o córner jogou a toalha por conta de sua exaustão. É, até hoje, a luta mais longa da história do MMA. |
| Vitória | 12–0–1 | Nobuhiko Takada  | Decisão (unânime)                        | Pride Grand Prix 2000 Opening Round | 30/01/2000 | 1     | 15:00 | Tóquio                       | |
| Empate  | 11–0–1 | Ken Shamrock     | Empate                                   | UFC 5: The Return of the Beast      | 07/04/1995 | 1     | 36:00 | Tulsa, Oklahoma              | Superluta pelo título do UFC; Só haveria vencedor com finalização ou Nocaute.                                                                                      |
| Vitória | 11–0   | Dan Severn       | Finalização (Triângulo)                  | UFC 4: Revenge of the Warriors      | 16/12/1994 | 1     | 15:49 | Tulsa, Oklahoma              | Venceu o torneio do UFC 4 |
| Vitória | 10–0   | Keith Hackney    | Finalização (Chave-de-braço)             | UFC 4: Revenge of the Warriors      | 16/12/1994 | 1     | 5:32  | Tulsa, Oklahoma              | |
| Vitória | 9–0    | Ron van Clief    | Finalização (Mata Leão)                  | UFC 4: Revenge of the Warriors      | 16/12/1994 | 1     | 3:59  | Tulsa, Oklahoma              | |
| Vitória | 8–0    | Kimo Leopoldo    | Finalização (Chave de Braço)             | UFC 3: The American Dream           | 09/09/1994 | 1     | 4:40  | Charlotte, Carolina do Norte | As lesões causadas pela luta contra o Kimo fez com que Royce abandonasse o UFC 3                                                                                   |
| Vitória | 7–0    | Patrick Smith    | Finalização (socos)                      | UFC 2: No Way Out                   | 11/03/1994 | 1     | 1:17  | Denver, Colorado             | Venceu o torneio do UFC 2. |
| Vitória | 6–0    | Remco Pardoel    | Finalização (Estrangulamento com Lapela) | UFC 2: No Way Out                   | 11/03/1994 | 1     | 1:31  | Denver, Colorado             | |
| Vitória | 5–0    | Jason Delucia    | Finalização (Chave de Braço)             | UFC 2: No Way Out                   | 11/03/1994 | 1     | 1:07  | Denver, Colorado             | |
| Vitória | 4–0    | Minoki Ichihara  | Finalização (Chave de Braço)             | UFC 2: No Way Out                   | 11/03/1994 | 1     | 5:08  | Denver, Colorado             | |
| Vitória | 3–0    | Gerard Gordeau   | Finalização (Mata Leão)                  | UFC 1: The Beginning                | 12/11/1993 | 1     | 1:44  | Denver, Colorado             | Venceu o torneio do UFC 1. |
| Vitória | 2–0    | Ken Shamrock     | Finalização (Mata Leão)                  | UFC 1: The Beginning                | 12/11/1993 | 1     | 0:57  | Denver, Colorado             | |
| Vitória | 1–0    | Art Jimmerson    | Desistência (Desespero)                  | UFC 1: The Beginning                | 12/11/1993 | 1     | 2:18  | Denver, Colorado             | |